# La Atalaya (periódico)

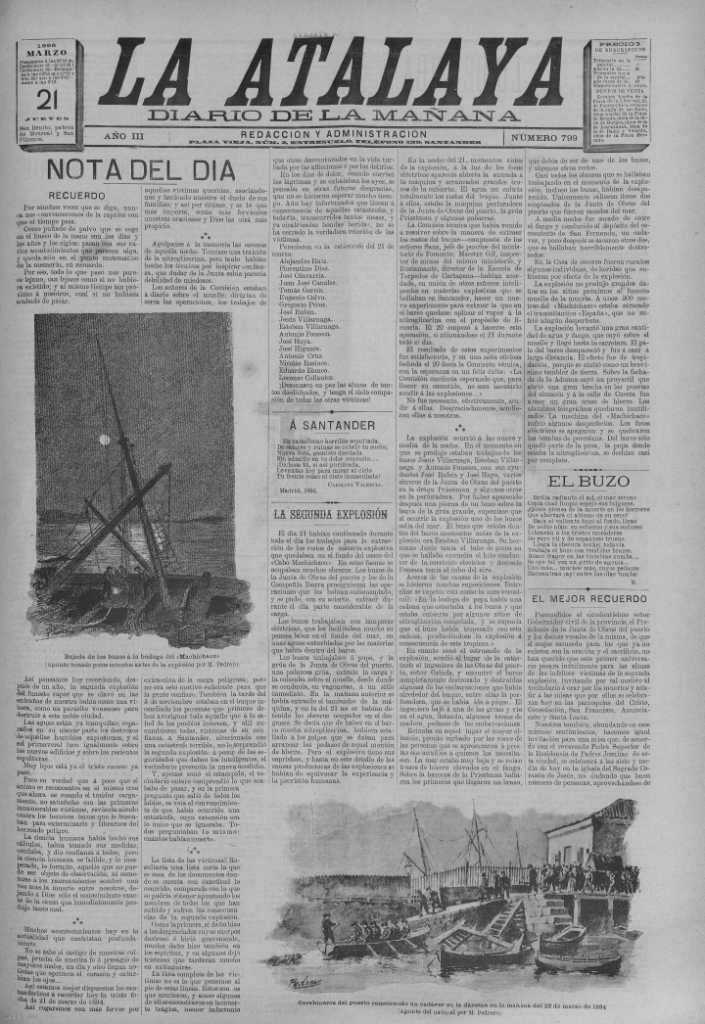
Portada del 21 de marzo de 1895

La Atalaya fue un periódico español, de tendencia conservadora, editado en Santander entre 1893 y 1927.

## Historia
Nació como periódico católico no partidista, siendo su primer director el sacerdote Eduardo Aja Pellón. Durante el siglo XX sería dirigido por Eusebio Cuerno de la Cantolla (1850-1922), más conocido como Eusebio Sierra (usó el apellido de su abuelo), que fue autor de libretos de zarzuela y periodista, y uno de los impulsores de la Sociedad General de Autores Españoles en Madrid, y en Santander de la Asociación de la Prensa. Parte del origen del periódico está en la marcha de El Atlántico de su impresor Lorenzo Blanchard.
La redacción y talleres del diario estaban en la calle San Francisco de Santander. Entre 1900 y 1902 La Atalaya fue portavoz de La Propaganda Católica, SA. La desvinculación de dicha entidad supuso la creación por ésta del periódico El Diario Montañés.
La Atalaya desapareció en 1927 al unificarse con otro periódico conservador, El Pueblo Cántabro, dando lugar al nuevo La Voz de Cantabria; su último director (y nuevo director de La Voz de Cantabria) fue José del Río Sainz (Pick).

## Directores deLa Atalaya

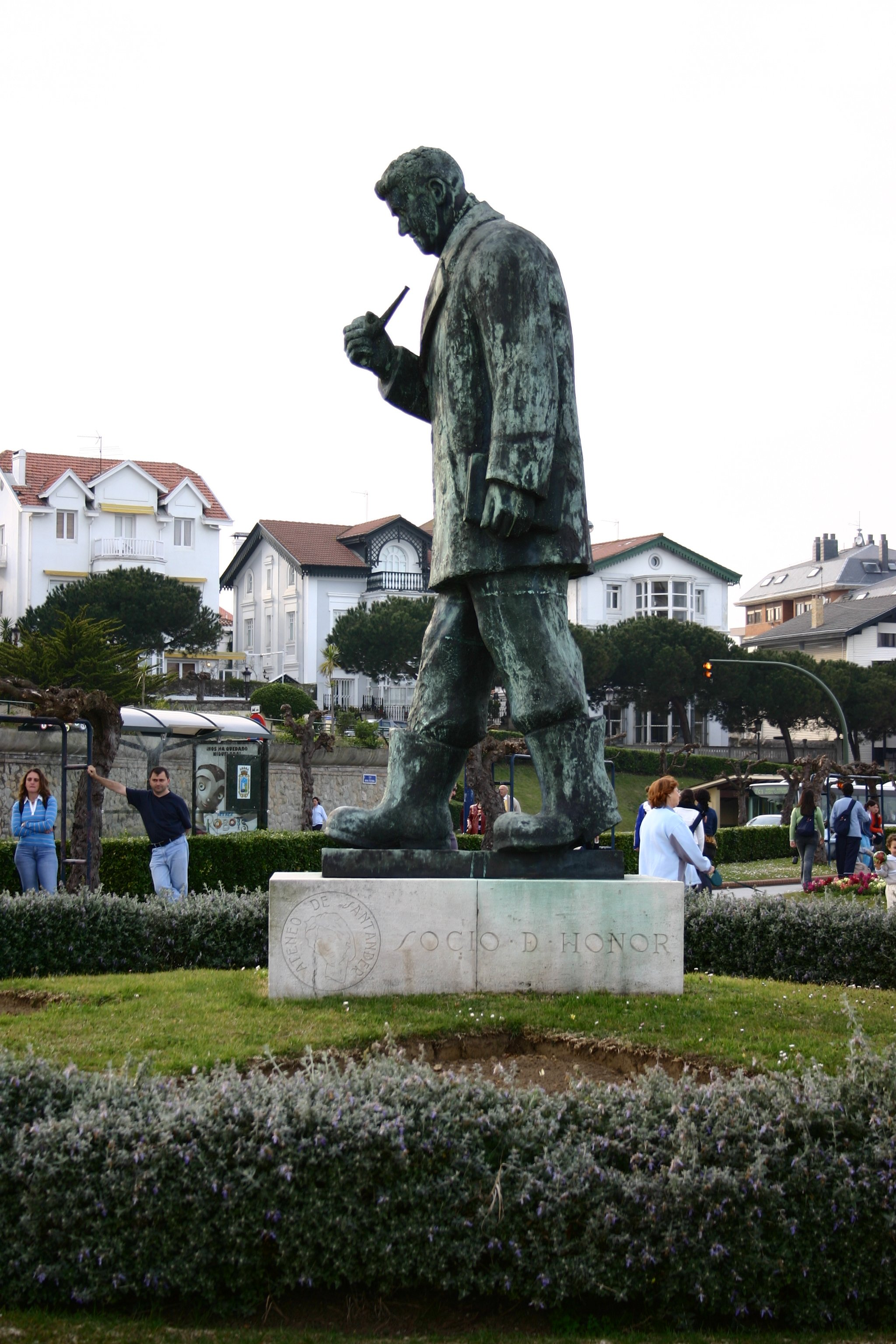
Estatua en Santander de José del Río Sainz (Pick), último director de La Atalaya.

Los directores de La Atalaya fueron:
- Eduardo Aja Pellón
- Manuel Sánchez de Castro
- García Peláez
- Rafael Díaz Aguado y Salaverri
- Maximino Valdés
- Francisco García Núñez
- Eusebio Cuerno de la Cantolla (Eusebio Sierra): 1893-1922.
- José del Río Sainz (Pick): 1922-1927.